# Brunsnegl
Brunsneglen (Arion fuscus), populært kaldet Brun Skovsnegl er en op til 60 mm lang, nøgen landsnegl. Sneglen er gulbrun med et svagt mørkt bånd midt på ryggen og to skarpt afgrænsede, mørke sidebånd. Dens slim er gult. Brunsneglen er almindelig i Danmark i bunden af bøgeskove, hvor den især lever af svampe, men også af grønne planter og døde dyr.
Sneglene graver ofte et hul i jorden, hvor de lægger deres æg. De lægger normalt cirka 40 æg ad gangen. Æggene er kuglerunde og hvidlige. Ungerne kan kravle op i træerne og fire sig ned i slimtråde.